# Albelda de Iregua
Albelda de Iregua – gmina w Hiszpanii, w prowincji La Rioja, w La Rioja, o powierzchni 23,03 km². W 2011 roku gmina liczyła 3394 mieszkańców.